# Dipylon

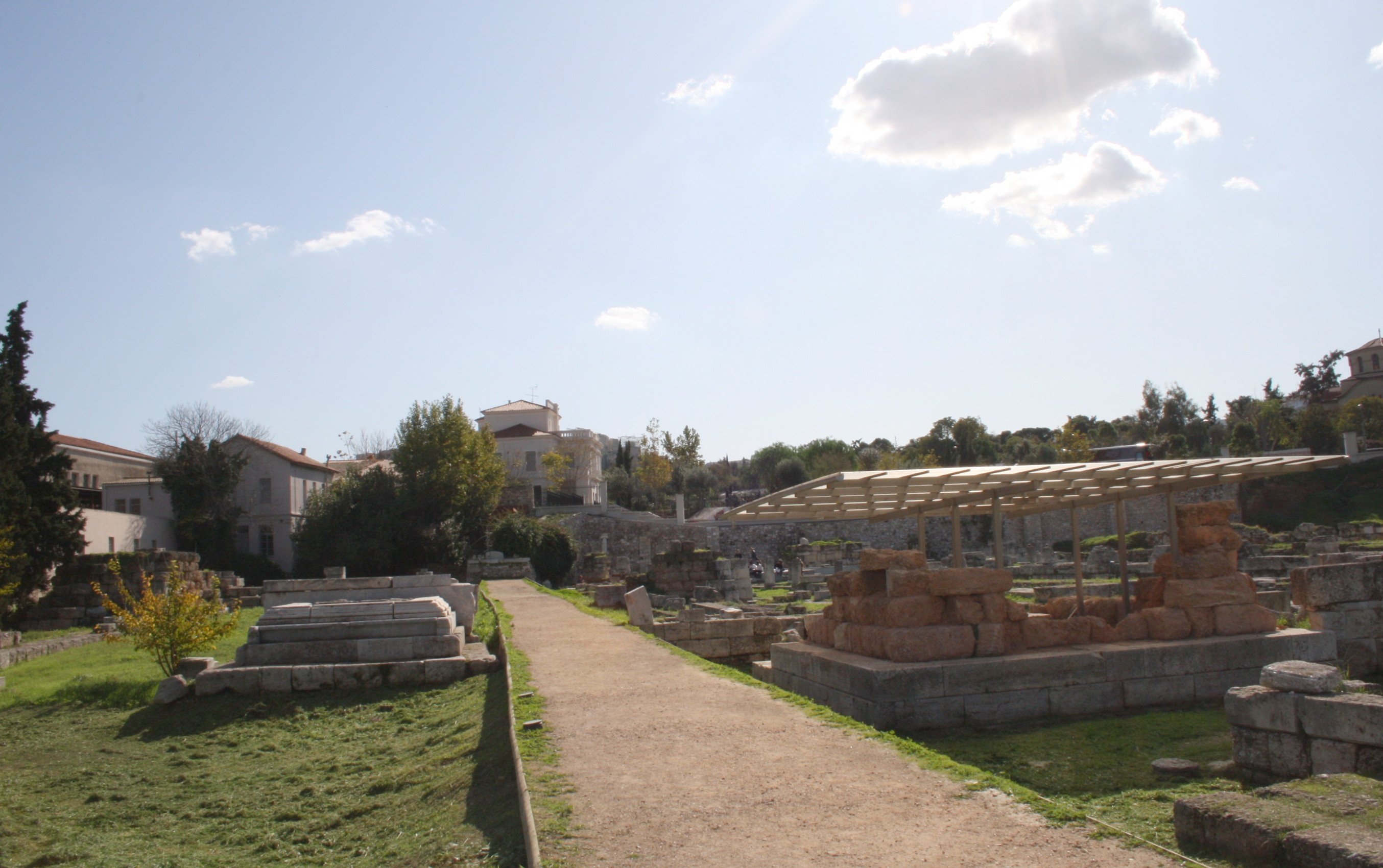
Dipylon

Het Dipylon (Grieks: Δίπυλον, d.i. letterlijk Dubbelpoort) was de voornaamste stadspoort in de muur rond het oude Athene (de muur van Themistocles, voltooid in 478 v.Chr.), en verdeelde de deme Ceramicus in twee delen (intra muros en extra muros).
Door opgravingen zijn aanzienlijke resten blootgelegd van het indrukwekkende poortcomplex (50 m lang en 30 m breed) dat door Lycurgus werd aangelegd (tussen 338 en 326 v.Chr.) ter vervanging van een ouder bouwwerk uit de 5e eeuw v.Chr.. Ten zuidwesten van de poort lag het zogenaamde Pompeium (Grieks Πομπήιον, wat absoluut niets te maken heeft met de Romeinse naam Pompeius of met de stad Pompeï) uit de 4e eeuw v.Chr., verwoest door Sulla in 86 v.Chr. en onder keizer Hadrianus hersteld. Vanhieruit vertrok de belangrijke processie (Grieks πομπή) van de Panathenaeën naar de Akropolis. De 39 m brede straat die van de agora naar het Dipylon voerde, heette Dromos of Panathenaeïsche weg en zette zich buiten de stad voort in de weg naar de zogenaamde Academia.
Tegen het Pompeium aan lag de Heilige Poort, waardoor de beek Eridanos en de Heilige Weg naar Eleusis de stad verlieten.